# Doxologi (kunskapsbegrepp)
Doxologi är en kunskapslära som bygger på en doxisk syn på sanning och kunskap. Ordet doxa är ett grekiskt ord som betyder "den allmänna uppfattningen" eller "allmänhetens åsikt" (från klassisk grekiska δόξα från δοκεῖν dokein, "att synas vara","att anse", "att föreställa sig"). Ur ett doxologiskt perspektiv talar man om "vår mänskliga kunskap" istället för sanning eller fakta och utgår från Protagoras begrepp homo mensura - “Människan är alltings mått: måttet för det varande, att det är, och för icke-varande, att det icke är”. Med detta menas att det enda som finns till för människan är det som hon kan omtala, tänka eller uppfatta som något.
Termen doxologi får betydelse i relation till epistemologi som är namnet för "vetenskapsteori" och "läran om vad man kan veta och hur man kan nå kunskap" (från grekiskans episteme som betyder "kunskap", "lärande" och logia, "lära", från logos, "ord"). Doxologi säger dock inte att vi inte kan veta något på grund av att det inte finns någon sann kunskap, istället förespråkar den att vi måste skilja på att tro och att veta och mellan att sluta sig till något och att gissa. Doxologi menar alltså att dessa skillnader måste förstås som inneslutna i vår mänskliga kunskap och värld, och kan varken ha sin legitimitet eller orsak någon annanstans än i en mänsklig doxa.

## Historia
Redan under antiken när filosofen Platon sökte efter den verkliga sanningen bortom fördomar, trosföreställningar och åsikter fanns skeptiker. Sofisterna, antikens retoriklärare, var kritiska till "verkliga sanningen" och kunde till och med hävda att människan inte hade och aldrig heller någonsin skulle få tillgång till evig och absolut kunskap – episteme - och med Sofisternas syn på kunskap blev retorik mer än en lära i att övertyga. Under 1900-talet ägnade sig mikrobiologen och läkaren Ludwik Fleck åt att försöka se vår kunskap på ett doxologiskt och sofistikerat sätt. Han skrev att sanning bara är en "stilriktig lösning" på ett problem då sanning aldrig kan handla om korrespondens med världen som den egentligen är. År 2002 släppte Mats Rosengren boken Doxologi – en essä om kunskap där han skriver att det doxologiska synsättet är en kompromiss mellan den "absoluta sanningen" och den totala relativismen.